# 印度邊界
印度共和國是個南亞次大陸的重要國家，其地理位置獨特，與多個國家接壤。印度邊界（英語：Borders of India）不僅是國土的自然分界，更是歷史、文化、經濟和地緣政治的交匯點。
印度的陸地邊界線全長約15,200公里，與中國、不丹、尼泊爾、巴基斯坦、孟加拉國和緬甸6個國家接壤。其中，與中國和巴基斯坦的邊界因歷史遺留問題，一直存在領土爭議，成為國家關係中的敏感議題。
中國-印度邊界：中印邊界全長約3,488公里，橫跨喜馬拉雅山脈、喀喇崑崙山脈等高海拔地區，地形複雜。兩國在邊界劃分上存在長期分歧，特別是阿魯納恰爾邦（中國稱藏南地區）和克什米爾地區的歸屬問題。

印度-巴基斯坦邊界：印巴邊界全長約2,900公里，自1947年印巴分治以來，兩國在喀什米爾地區的歸屬問題上一直對立，爆發數次戰爭。(參見克什米爾衝突)

印度-孟加拉國邊界：印孟邊界全長約4,096公里，兩國在邊界地區的走私、非法移民等問題上存在較多摩擦。

印度-尼泊爾邊界：印度與尼泊爾、不丹的邊界相對穩定，但由於地理條件的限制，交通和貿易往來受到一定影響。

印度-緬甸邊界：印緬邊界全長約1,643公里，兩國在邊界地區的民族問題、毒品走私等問題上存在合作與挑戰。

除陸地邊界，印度還擁有漫長的海岸線，並與多個國家共享海上邊界。
孟加拉灣：印度與孟加拉國、緬甸在孟加拉灣共享海上邊界，涉及到漁業資源、海上通道等方面的合作與競爭。

阿拉伯海：印度與巴基斯坦、斯里蘭卡在阿拉伯海共享海上邊界，其中與巴基斯坦的海上邊界劃分也存在爭議。

安達曼海：印度的安達曼-尼科巴群島與泰國、緬甸、印尼共享海上邊界，這些海域蘊藏豐富的海洋資源。
印度的邊界問題不僅涉及國土安全，更具有重要的地緣政治意義。印度身為南亞大國，一直試圖在南亞地區發揮更大的影響力，其與鄰國的關係直接影響到地區的穩定與發展。同時，印度也面臨來自其他大國的競爭與壓力，邊界問題成為大國博弈的焦點之一。 

印度地圖。

## 印度陸地邊界
印度與6個主權國家之間有陸地邊界。該國內政部主張對喀什米爾地區擁有主權，而與第7個國家 - 阿富汗 - 有106公里（66英里）的陸地邊界，然而這一點存在爭議。所謂與阿富汗接壤的地區自1947年以來一直由巴基斯坦管轄（屬於該國吉爾吉特-巴提斯坦的一部分，參見杜蘭線）。
| 印度陸地接壤國家          | 爭議 | 長度（公里）或 （英里） | 印度駐防單位                   | 說明                                                                                           |
| ------------------------- | ---- | ----------------------- | ------------------------------ | ---------------------------------------------------------------------------------------------- |
| 孟加拉國                  | 無   | 4,096（2,545英里）      | 印度邊境安全部隊               | 孟加拉國—印度飛地問題已由兩國於2015年簽約解決。參見孟加拉國解放戰爭與孟加拉國-印度關係。       |
| 不丹                      | 無   | 578（359英里）          | 印度武裝邊防部隊               | 兩國邊境開放，參見不丹—印度關係。                                                              |
| 中印邊界實際控制線        | 有   | 3,488（2,167英里）      | 印藏邊境警察部隊與特別邊境部隊 | 參見阿爾達格-約翰遜線、馬繼業-竇訥樂線、麥克馬洪線、中印邊界問題與中國—印度關係。              |
| 緬甸                      | 無   | 1,643（1,021英里）      | 阿薩姆步槍隊與印度陸軍         | 參見印度－緬甸關係。                                                                           |
| 尼泊爾                    | 有   | 1,752（1,089英里）      | 武裝邊防部隊                   | 兩國邊境開放。參見卡拉帕尼地區、蘇斯塔地區與印度-尼泊爾關係。                                  |
| 巴基斯坦                  | 有   | 3,310（2,060英里）      | 印度邊境安全部隊               | 參見 雷德克里夫線、印巴控制線與瑟克里克。參見印巴分治、第二次印巴戰爭與[印度－巴基斯坦關係]]。 |
| 阿富汗 (印巴均稱擁有主權) | 有   | 106公里 (66英里)        |                                | 參見杜蘭線。                                                                                   |

## 印度海上邊界

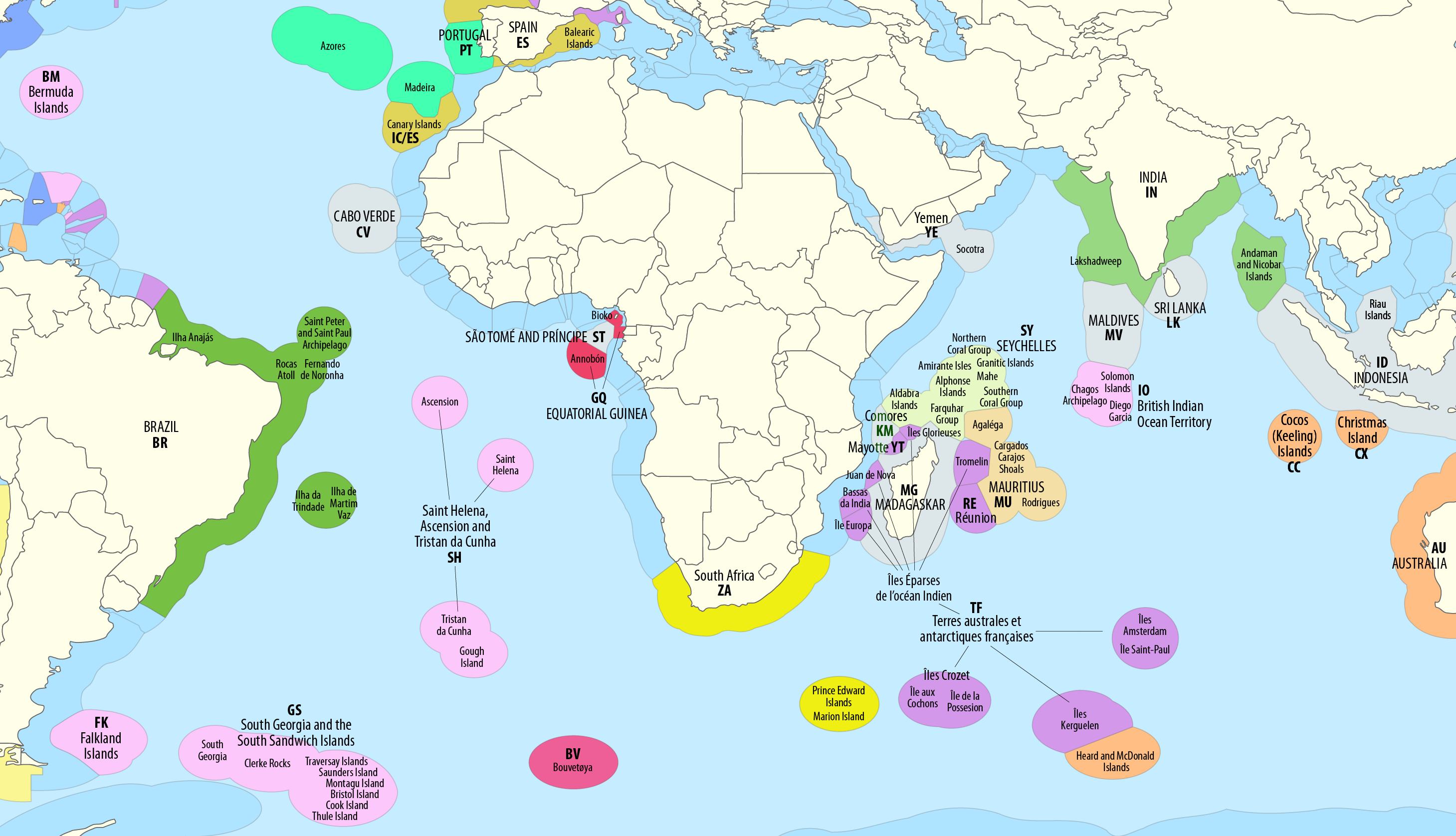
大西洋與印度洋周邊海域的專屬經濟區。

印度海洋邊界是《聯合國海洋法公約》所承認的海洋邊界，包括領海及毗鄰海域，和專屬經濟區的邊界。印度擁有12海里（22公里，或14英里）的領海區和200海里（370公里，或230英里）的專屬經濟區，擁有超過7,000公里（4,300英里）的海域與7個國家共享海上邊界。
| 海上邊界接鄰國家 | 長度 (公里) 或 (英里) | 印度駐防單位 | 說明                       |
| ---------------- | --------------------- | ------------ | -------------------------- |
| 孟加拉國         |                       | 印度海軍     | 新摩爾島（於孟加拉灣內）。 |
| 印尼             | 555（345英里）        | 印度海軍     | 於安達曼海的印地拉點       |
| 緬甸             |                       | 印度海軍     | 於安達曼海的登陸島。       |
| 巴基斯坦         |                       | 印度海軍     | 於阿拉伯海的瑟克里克       |
| 泰國             |                       | 印度海軍     | 於安達曼海的西密蘭群島     |
| 斯里蘭卡         | >400（250英里）       | 印度海軍     | 於保克海峽的卡奇提武島     |
| 馬爾地夫         | 1,009（627英里）      | 印度海軍     | 於拉克代夫海的八度海峽。   |

## 邊境圍欄
印度並無國家邊境政策。出於維護國家安全和領土完整的考量，有越來越多的聲音呼籲印度制定一份全面的國家邊境政策。此政策不僅應涵蓋如何封堵開放邊境，更應深入探討如何應對易於滲透的邊境所衍生的複雜問題。以印度-尼泊爾邊界為例，由於缺乏有效管制，巴基斯坦三軍情報局（Inter-Services Intelligence，簡稱ISI）得以乘虛而入，嚴重威脅印度的內部安全。為此，印度已在多處邊境地區興建圍欄，以強化管控。
- 孟加拉國-印度邊界#圍籬（英语：Bangladesh–India border#Barrier）
- 印度-緬甸邊界#圍籬（英语：India–Myanmar border#Barrier）
- 印度-巴基斯坦邊界#圍籬（英语：India-Pakistan border#Barrier）

## 邊界儀式
印度與其鄰國在共同的邊境口岸舉行一系列聯合儀式。其中最引人注目的是位於巴基斯坦旁遮普省拉合尔县瓦加与印度旁遮普邦阿姆利则县之間的瓦加-雅達瑞邊界降旗典禮，盛況空前，吸引大批群眾駐足觀賞。

### 印度-巴基斯坦邊界

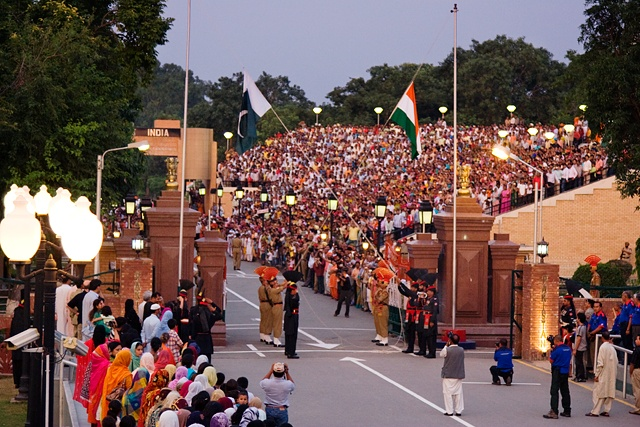
於巴基斯坦瓦加與印度阿姆利則縣之間舉行的降旗典禮。

兩國軍隊每天下午6點在以下邊境口岸聯合舉行降旗儀式，並將之作為旅遊景點，不收門票，開放給公眾參觀。從北到南的舉行儀式地點如下：
- 於巴基斯坦旁遮普省拉合尔县瓦加与印度旁遮普邦阿姆利则县之間的瓦加-雅達瑞邊界降旗儀式。[12][13]
- 位於印度旁遮普邦菲羅茲布爾縣的降旗儀式。[12][13]
- 位於印度旁遮普邦法濟爾加的薩奇-蘇萊曼基邊境降旗儀式（Sadqi-Sulemanki border ceremony）.[14][15][16]
- 位於印度拉賈斯坦邦巴爾梅爾縣的科克拉帕爾-穆納巴奧邊境降旗儀式（Khokhrapar–Munabao border ceremony）[12][13]

### 中印邊界

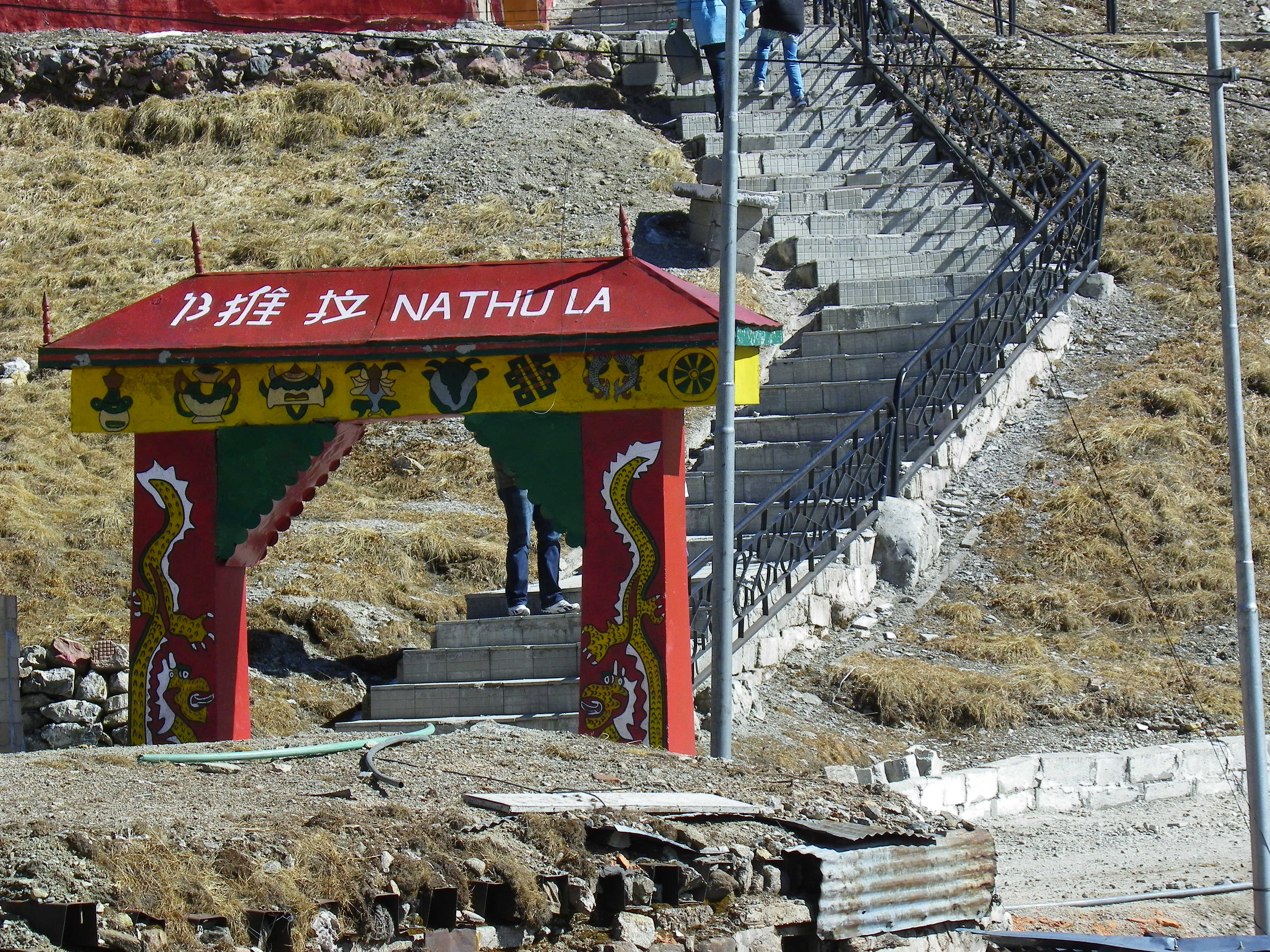
於錫金邦納圖拉山口（Nathu La）的印度邊界。

印度與中國為促進雙邊關係，在5個邊境人員會晤點（BPM points）定期舉行旗會。 這些會晤不僅涉及軍事事務的討論，更透過慶祝彼此的節日，如新年（1月1日）、印度共和日、豐收節、中國人民解放軍建軍節及印度獨立日等，以增進兩國人民間相互了解。儀式中包含演奏國歌、向國旗致敬，以及雙方代表上台致詞。
這些BPM點和舉行會議的邊境哨所（從西到東）如下列：
- 斗拉特別奧里地
- 斯潘古爾山口
- 乃堆拉山口:這個山口供朝聖者前往錫金邦的寺院，如隆德寺（藏傳佛教噶舉派在西藏楚布寺之外的駐錫地。楚布寺位於西藏拉薩市堆龍德慶區楚布河的上游，距拉薩約70公里）。對於印度教徒來說，這個山口將前往位於中國瑪旁雍錯的旅程時間從17天縮短到兩天。[20]
- 卡霍（英语：KahoKaho, Arunachal Pradesh）（位於阿魯納查邦）

### 印度-孟加拉國邊境界

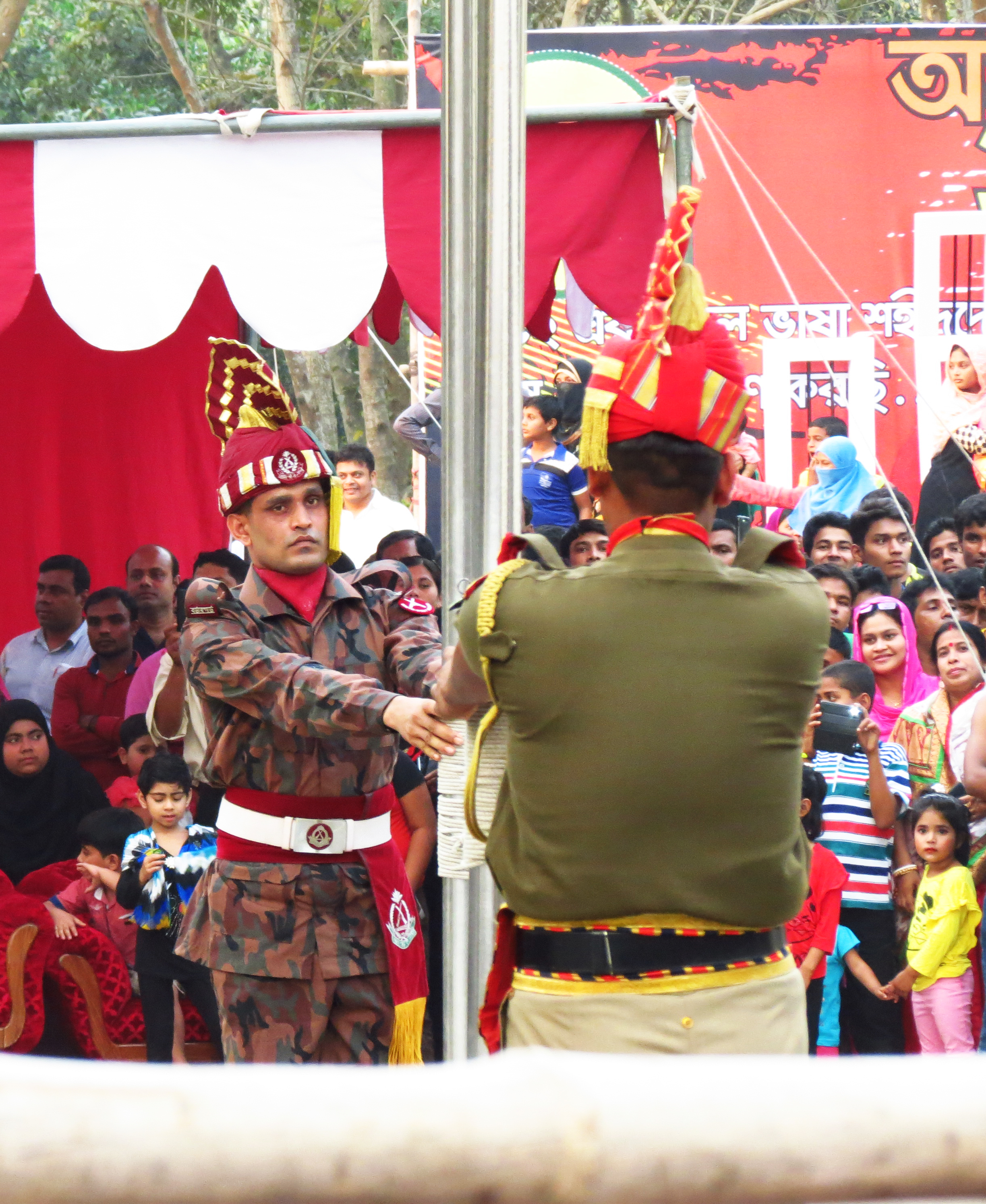
印度與孟加拉國共同舉行的佩特拉波爾-貝納波爾邊界降旗儀式。

每天下午4點30分至5點舉行的印度與孟加拉國間的佩特拉波爾-貝納波爾邊界聯合降旗典禮與印度與巴基斯坦間的瓦加-雅達瑞邊界降旗典禮相似，但前者的友好氣氛比較濃厚。此典禮也不收門票，開放給公眾參觀。

## 設置有ICP（綜合檢查站）與LCS（陸路海關站）的邊境口岸

### 綜合檢查站
印度目前有7個運作中的綜合檢查站（Integrated Check Post，ICP），並計劃斥資300.5億印度盧比（約3.6億美元）將13個陸路海關站（Land Customs Station，LCS）升級為ICP，其中包括7個位於邊境口岸的LCS，讓邊境ICP總數達到14個（截至2024年6月）。指定的ICP同時具有海關和移民辦公室，如下所示：

#### 印度-孟加拉國邊界
- 阿薩姆邦
  - 印度於2017年10月左右宣佈將透過蘇塔坎迪（Sutarkandi）綜合檢查站（位於印度的NH37國道（英语：National Highway 37 (India)）上），連接印度的卡里姆甘傑（Karimganj）和孟加拉國戈拉普甘傑（Golapganj）的謝奧拉（Sheola）哨所。[24]

- 梅加拉亞邦
  - 印度梅加拉亞邦的希隆（Shillong）與孟加拉國錫爾赫特（Sylhet）之間，透過道基（Dawki ）綜合檢查站（位於印度的Jaintia Hills）和孟加拉國的Tambil哨所進行連接。道基綜合檢查站的奠基儀式於2017年1月舉行，並於2018年開始運作。[27]

- 米佐拉姆邦
  - 卡普奇瓦（Kawrpuichhuah，也拼寫為Kawarpuchiah或Kawripuichhuah），位於印度米佐拉姆邦隆萊縣（Lunglei）的Tlabung附近，於2017年10月開放。[24][28][29]長22公里的隆萊-Tlabung-卡普奇瓦公路在2014-2015年間曾由世界銀行贊助，進行過升級，以增強印度與孟加拉國間往來。[30]地點位於戈爾諾普利河上。

- 特里普拉邦
  - 阿加爾塔拉-達卡之間的交通透過印度的阿加爾塔拉（Agartala）綜合檢查站和孟加拉國的阿庫拉烏帕齊拉檢查站進行，已投入運作（約於2017年）。[25]
  - 位於南特里普拉區的貝洛尼亞（印度）和帕爾舒拉姆烏帕齊拉（孟加拉國）之間的公路和鐵路邊境檢查站，有鐵路將印度的Santirbazar（英语：Santirbazar）和孟加拉國的Feni兩地連結。

- 西孟加拉邦
  - 加爾各答-達卡之間的聯繫，透過佩特拉波爾綜合檢查站（英语：Benapole Border Crossing）進行，已投入運作（約於2017年）。[25]
  - 巴拉瑟德 (印度) 至戈賈丹加 (Ghojadanga，孟加拉國)，設置計劃約於2017年10月宣佈。[24][31]
  - 馬哈迪普爾（英语：Mahadipur）（印度），通過馬哈迪普爾關口連接拉傑沙希 (孟加拉國)，於2019年獲得原則性批准。[31][24]
  - 富爾巴里（Fulbari），設置計劃約於2017年10月宣佈。[24]
  - 希利，設置計劃約於2017年10月宣佈。[24]
  - 昌拉班達火車站（英语：Changrabandha railway station），於2019年獲得原則性批准。[31]

#### 不丹-印度邊界
設於賈伊加奧恩（位於西孟加拉邦），設置計畫約於2016年獲得批准。 

#### 印度-緬甸邊界
- 莫雷綜合檢查站，已在運作中。[33]
- 位於印度隆特萊縣的Zochawchhuah與緬甸邊境的Zorinpui之間的加叻丹多模式交通運輸項目已於2017年10月投入運作。[33][29]從賽朗格到Hmawngbuchhuah（位於Zochawchhuah以北1公里）的鐵路於2017年8月完成勘測，將於未來興建。[34]

#### 印度-尼泊爾邊界

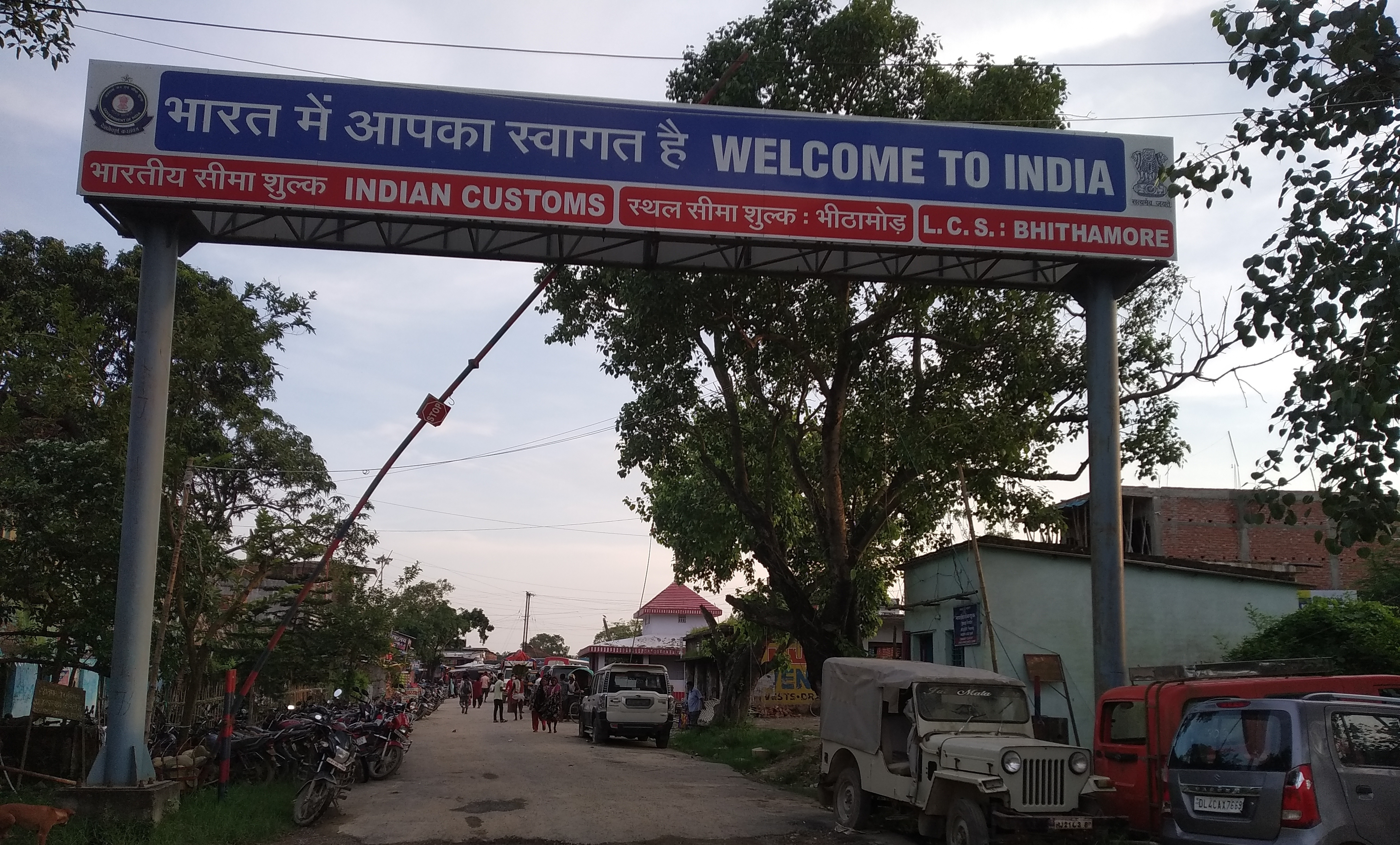
比哈爾邦錫塔馬里縣的Bhitthamore陸路海關站標示牌。

- 北阿坎德邦金巴沃德縣的班巴薩陸路海關站： 於2019年獲得原則性批准。[31]
- 比哈爾邦錫塔馬里縣的Bhitthamore綜合檢查站： 於2019年獲得原則性批准。[31][35]
- 比哈爾邦的喬格巴尼綜合檢查站。[32]
- 西孟加拉邦大吉嶺縣的Panitank綜合檢查站[32] ，於2019年獲得原則性批准。[31]
- 比哈爾邦的拉克紹爾綜合檢查站。[32]
- 北方邦的Sonauli（英语：Sonauli）綜合檢查站。
- 北方邦的Rupaidiha（英语：Rupaidiha）綜合檢查站。[32]
- 位於北方邦的Taulihawa（英语：Kapilvastu Municipality）（尼泊爾）- Siddharthnagar（英语：Siddharthnagar）（印度）綜合檢查站。[32]

#### 印度-巴基斯坦邊界
- 旁遮普邦瓦加的阿塔里（Attari）綜合檢查站： 已經投入運作（2017年）（參見薩姆侯達特快車（英语：Samjhauta Express））。
- 卡塔普爾走廊是一專為印度公民提供的無簽證邊境口岸，连接印度旁遮普邦德拉巴巴纳纳克和巴基斯坦旁遮普省达巴尔·萨希布·卡塔普尔锡克教神庙（英语：Gurdwara Darbar Sahib Kartarpur）两大锡克教神廟間的邊境走廊。
- 拉賈斯坦邦巴爾梅爾縣的Munabao（英语：Munabao）綜合檢查站（參見塔爾特快車（英语：Thar Express））

### 陸路海關站

#### 印度-孟加拉國邊界
指定的陸路海關站 (Land Customs StationsLCS) （不受理出入境（移民）事務）有：
- 阿薩姆邦
  - 印度曼卡恰爾陸路海關站 - 孟加拉國羅瑪里（Rowmari）檢查哨。
  - 印度格里姆根傑汽船渡輪站（KSFS）－孟加拉札基甘傑（Zakiganj ）檢查哨。
  - 古瓦哈蒂汽船碼頭（圖布里縣，印度）。
  - 印度杜布里渡輪碼頭到孟加拉羅瑪蒂（Rowmati）。
  - 阿薩姆邦目前還有三座未運作的陸路海關站：

Mahisasan火車站（卡里姆甘傑縣（Karimganj district），印度）－Shahbazpur（孟加拉國）
戈勒格根傑（印度）－Sonahaat（孟加拉國）
Silchar火車站（印度）－（不在邊界上，為內陸陸路海關站）
- 西孟加拉邦

- 梅加拉亞邦
  - 巴格馬拉（印度） – 比喬爾（Bijoyour）檢查哨（孟加拉國）。
  - 東卡西丘陵縣（印度） – 查塔克（Chatak，孟加拉國）。
  - 博薩拉陸路海關站（印度） – 博薩拉（Borsara,孟加拉國）檢查哨。
  - 西加羅丘陵縣（印度） – 經過馬亨德拉甘傑（Mahendraganj）關口（於印度NH12國道（英语：National Highway 217 (India)）上）前往巴克斯甘傑烏帕齊拉（孟加拉國）。
  - 印度西加丘陵縣的印度NH12國道（英语：National Highway 217 (India)），經由達盧關口（Dalu crossing）連接圖拉（Tura，印度）和納利塔巴里（孟加拉國），並與孟加拉國的納庫岡（Nakugaon）哨所相連。
  - 西卡西丘陵縣（印度） - 蘇納姆甘傑（Sunamganj，孟加拉國）。
  - 南加羅丘陵縣（印度） - 卡羅伊托爾（Karoitol，孟加拉國）。
  - 梅加拉亞邦目前還有兩座未運作的陸路海關站：
    - 毛辛拉姆（印度） - 卡利巴里（ Kalibari，孟加拉國）
    - 巴拉特（印度） - 多盧拉（Dolura，孟加拉國）

- 特里普拉邦
  - 斯里曼塔普爾縣（英语：Sipahijala District）（印度） - 比比爾巴扎爾（Bibir Bazar ，孟加拉國）：於2016年1月開始運作。[37]
  - [達來縣]]（印度） - 庫瑪爾加特（Kumarghat，孟加拉國）。
  - 科瓦伊（印度） - 巴拉（Balla，孟加拉國）。
  - 馬努（印度） - 查特拉普爾（Chatlapur，孟加拉國）。
  - 南特里普拉縣（印度） - 貝洛尼亞（Belonia，孟加拉國）。
  - 北特里普拉縣（印度） - 貝圖爾（Betul，孟加拉國）。

- 米佐拉姆邦
  - 卡瓦普奇亞（Kawarpuchiah）綜合檢查站：於2017年10月由印度總理納倫德拉·莫迪宣佈啟用。[38]
  - 米佐拉姆邦目前還有一座未運作的陸路海關站
  - 特拉邦格 - 朗加馬蒂（Rangamati，孟加拉國）

#### 印度-巴基斯坦邊界
- 於拉賈斯坦邦傑伊爾梅爾縣的陸路海關站。

## 邊境商場和集市
根據印度各邦政府向印度外交部提出設置邊境商場與集市的建議，以下所列的分別處於不同的實施階段。

### 印度-孟加拉國邊界
印度-孟加拉國邊境市集地點如下：
- 梅加拉亞邦[39]
  - 西卡西丘陵縣
  - 東卡西丘陵縣
  - 卡拉伊查爾 (Kalaichar，於西卡西丘陵縣)
  - 納利卡塔（Nalikata）
  - 林庫（Ryngku）
  - 希巴里（Shibbari）

- 米佐拉姆邦
  - 馬米特縣
    - 馬帕拉（Mapara，印度） - 龍科爾（Longkor，孟加拉國）
    - 昌派縣（印度） - 孟加拉國連接點不明。

  - 林雷縣
    - 西爾蘇里（Silsury，印度） - 馬穆安（Mahmuam，孟加拉國）
    - 努蘇里（Nunsuri，印度） - 孟加拉國連接點不明。

- 特里普拉邦

將在完成梅加拉亞邦市集相關協議後，才會進行有關特里普拉邦市集的安排。
- - 西特里普拉縣
    - 卡瑪拉薩加爾（Kamalasagar）
    - 博克薩納加爾（Boxanagar）
    - 巴穆蒂亞（Bamutia）

  - 南特里普拉縣
    - 斯里納加爾 (Srinagar)
    - 埃金普爾（Ekimpur）

  - 北特里普拉縣
    - 巴爾巴斯蒂 (Pal Basti)
    - 希拉切拉 (Hiracherra)
    - 卡馬爾普爾

### 印度-不丹邊界
目前已有市集在印度-不丹邊界在運作中，例如公路入口點格列普-哈蒂薩爾邊境市場（Gelephu-Hatisar border market ），其西邊的彭措林和東邊的桑珠瓊卡是另外兩個進入不丹的公路入口點邊境市場。

### 印度-緬甸邊界
印度-緬甸間的邊境市場有：
- 阿魯納查邦邊境市場
  - 長朗縣
    - 潘哨山口 (印度) - 潘哨（Pangsau，緬甸克欽邦）
    - 欽薩 (Chingsa，印度) - 蘭洪（Langhong，緬甸克欽邦）
    - 馬坎東 (Makantong，印度) - 凝蒙（Ngaimong，緬甸克欽邦）

  - 蒂拉普縣
    - 瓦卡/蓬超/拉祖（Wakka/Pongchao/Lazu，印度） - 蒂拉普（Tirap，緬甸克欽邦）

- 曼尼普爾邦邊境市場 
  - 烏克魯爾縣
    - 孔坎塔納（Kongkan Thana，印度） - 昂奇（Aungci，緬甸），由阿魯納查邦政府提議

  - 昌德爾縣
    - 新索姆塔爾（New Somtal，印度） - 滕詹（Thenjen）或卡姆帕特（Khampat），兩地均在緬甸

  - 楚拉昌普縣
    - 貝希昂 （Behiang，印度）- 肯曼（Khenman）或奇卡（Chikha），兩地均在緬甸

- 米佐拉姆邦邊境市場
  - 隆特萊縣
    - 赫魯伊澤瓦爾（Hruitezawl，印度） - 瓦朗（Varang，緬甸）

  - 昌派縣
    - 納蘭（印度） - 達爾凱（Darkhai，緬甸）
    - 瓦帕伊（英语：Vaphai）（印度） - 雷萊特（Leilet，緬甸）

  - 賽哈縣
    - 查坎（英语：Chakhang）（印度） - 恩維亞菲亞（Nviaphia，緬甸）

- 納加蘭邦邊境市場
  - 杜恩森縣
    - 阿瓦洪（Avakhung，印度） - 拉伊希（Layshi，緬甸），兩地相距32公里
    - 龐沙（英语：Pangsha）（印度） - 卡姆蒂（英语：Hkamti） （緬甸），兩地相距60公里

  - 蒙縣
    - 龍瓦（英语：Longwa）（印度） - 拉赫 （ Lahe ，緬甸），兩地相距60公里

  - 佩可縣
    - 莫爾赫（Molhe，印度） - 潘薩特 (Pansat ，緬甸），兩地相距10公里

## 相關大眾媒體描述
印度作家普拉迪普·達莫達蘭 (Pradeep Damodaran) 發表的作品《無主之地：穿越印度邊界的旅行（Travels Across India's Boundaries chronicles all land borders of India）》記錄有印度的所有陸地邊界。寶萊塢導演J. P. 杜妥專門製作以印度邊界為主題的印地語電影，他的作品有《邊境》、《難民》、《印巴控制線：卡吉爾》、《步兵連》等。

## 外部連結
- MDoNER Northeast India and SAARC Trade Assessment report （页面存档备份，存于）
- List of countries that have ratified Law of the Sea Conventions （页面存档备份，存于）

Template:Borders of India